# 이성질화 효소
이성질화 효소(Isomerase)는 생화학에서 구조적 재배열을 촉매하는 효소이다. 이성질화 효소는 다음과 같은 이성질체화 반응을 촉매한다.
A → B
여기서 B는 A의 이성질체이다.

## 명명법
이성질화효소의 이름은 "기질 이성질화효소"이다. 예를 들면, enoyl CoA isomerase, 또는 "기질 이성질화효소의 종류" phosphoglucomutase이다.

## 분류
이성질화효소는 효소위원회번호(Enzyme Commission number,EC)의 EC5으로 분류된다. 이성질화효소는 6개의 아강(subclass)로 분류된다
- EC 5.1 라세미화(racemization)를 촉매(racemase) 와 epimerization (epimerase)
- EC 5.2 기하적 구성을 이성질화한다. (cis-trans isomerase)
- EC 5.3 intramolecular oxidoreductase를 포함한다.
- EC 5.4 intramolecular transferase (mutase)를 포함한다.
- EC 5.5 intramolecular lyase를 포함한다.
- EC 5.99 다른 이성질화효소를 포함한다.(예: topoisomerase)

## 참고 자료
- EC 5 Introduction from the Department of Chemistry at Queen Mary, University of London
- isomerase." Dorland's Medical Dictionary for Health Consumers. 2007. Saunders, an imprint of Elsevier, Inc 6 Nov. 2009
- isomerase." Webster's New World College Dictionary. LoveToKnow, n.d. Web. 6 November 2009.